# Lathropus sepicola
Lathropus sepicola là một loài bọ cánh cứng trong họ Laemophloeidae. Loài này được Müller năm Germar miêu tả khoa học năm 1821.